# كلية سانت جيمس للطب
مدرسة سانت جيمس للطب (اختصارًا SJSM) هي مدرسةٌ طبيةٌ دوليةٌ خاصة، وتمتلك حرمان جامعيان للعلوم الأساسية، أحدهما في إقليم أنغيلا البريطاني فيما وراء البحار، والآخر في سانت فينسنت والغرينادين، وتُعتبر مدرسة واحدة لها حرمان جامعيان. تمنح جامعة سانت جيمس لخريجيها درجة دكتور في الطب (MD).

## روابط خارجية
- الموقع الرسمي